# Kleemann
Kleemann ist ein deutscher Familienname.

## Namensträger
- Adolf Kleemann (1904–1989), deutscher Maler und Grafiker
- Axel Kleemann (* 1940), deutscher Chemiker und Manager
- Calvin Kleemann (* 1993), deutscher Buchautor, Lyriker, Performancekünstler und Veranstalter
- Carl Kleemann (1856–1902), deutscher Architekt und Baurat
- Christian Friedrich Carl Kleemann (1735–1789), deutscher Maler
- Christoph Kleemann (1944–2015), deutscher evangelischer Geistlicher und Oberbürgermeister von Rostock
- Dora Kleemann (1926–2017), deutsche Email-Künstlerin, Schmuck- und Textilgestalterin
- Ferdinand Kleemann (1829–1895), deutscher Unternehmer und Erfinder
- Ferdinand Kleemann (Politiker) (1798–1856), deutscher Rittergutsbesitzer und Politiker
- Friedrich Kleemann, preußischer Kreissekretär und Landrat des Kreises Heinsberg
- Fritz Kleemann (1901–1975), deutscher Motoren- und Motorradfabrikant
- Georg Kleemann (Designer) (1863–1932), deutscher Schmuckdesigner und Maler
- Georg Kleemann (Autor) (1920–1992), deutscher Sachbuchautor
- Gunda Kleemann, Geburtsname von Gunda Niemann-Stirnemann (* 1966), deutsche Eisschnellläuferin
- Hans Kleemann (1883–1958), deutscher Musikwissenschaftler, Musikkritiker und Komponist
- Heinrich Kleemann (1918–2010), deutscher Politiker (SPD), Mitglied des Abgeordnetenhauses von Berlin
- Hermann Kleemann (1915–1977), deutscher Lagerführer von Außenlagern des KZ Auschwitz
- Hubert Kleemann (1925–2016), deutscher Metallgestalter und Email-Künstler
- Jessie Kleemann (* 1959), grönländische Künstlerin und Dichterin
- Johann August Friedrich Kleemann (1754–1824), preußischer Bergrat
- Johann Carl Friedrich Kleemann (1761–1832), anhalt-bernburgischer Geheimer Kammerrat
- Johann Ernst Gottfried Kleemann (1759–1805), schwarzburg-sonderhausenscher Amts- und Kommissionsrat und Landrentmeister
- Johann Friedrich Kleemann (1729–1788), braunschweig-wolfenbüttelscher Oberamtmann
- Jörg Kleemann (Archäologe) (* 1962), deutscher Archäologe
- Jörg Kleemann (Schauspieler) (* 1973), deutscher Schauspieler
- Jørgen Kleemann (1923–2023), grönländischer Musiker
- Juliane Kleemann (* 1970), deutsche Pfarrerin und Politikerin (SPD)
- Karl Kleemann (1904–1969), deutscher Politiker (NSDAP)
- Knud Kleemann (* 1975), grönländischer Politiker (Atassut)
- Markus Kleemann (* 1984), deutscher Politiker (CDU)
- Nico Kleemann (* 2002), deutscher Schauspieler und Kinderdarsteller
- Otto Kleemann (General) (1822–1902), deutscher Generalmajor
- Otto Kleemann (Archäologe) (1911–1996), deutscher Archäologe
- Rasmus Kleemann (* 1902), grönländischer Landesrat
- Rudolf Kleemann (1931–2015), deutscher Maler
- Silke Kleemann (* 1976), deutsche literarische Übersetzerin und Autorin
- Sonja Kleemann (* 1932), deutsche Malerin, Grafikerin und Illustratorin
- Susanne Schunter-Kleemann (* 1942), deutsche Sozialwissenschaftlerin und Hochschullehrerin
- Susanne Stoll-Kleemann (* 1969), deutsche Geographin und Hochschullehrerin
- Therese Marie Kleemann (1820–1852), deutsche Theaterschauspielerin
- Thomas Kleemann (* 1954), deutscher Maler
- Ulrich Kleemann (General) (1892–1963), deutscher General
- Ulrich Kleemann (Geologe) (* 1955), deutscher Geologe und Politiker (Bündnis 90/Die Grünen)
- Walter Kleemann (1893–1974), deutscher Politiker (SPD), Mitglied der Stadtverordnetenversammlung von Groß-Berlin
- Walther Kleemann (Kreisdirektor) († 1929), deutscher Verwaltungsbeamter
- Walther Kleemann (vor 1900–nach 1923), preußischer Verwaltungsjurist und Landrat
- Wilhelm Kleemann (Politiker, 1795) (1795–1881), deutscher Domänenpächter und Politiker.
- Wilhelm Kleemann (General) (1861–1926), bayerischer Generalmajor
- Wilhelm Kleemann (Bankier) (1869–1969), deutscher Bankmanager
- Wilhelm Kleemann (1885–1956), deutscher Pädagoge und Politiker (SPD)